# Томас Адес
То́мас А́дес (також Аде́с, англ. Thomas Adès; 1 березня 1971, Лондон) — британський композитор, піаніст, диригент.

## Біографія
Навчався в Гілдхоллській школі музики і театру у Поля Берковіца (англ. Paul Berkowitz, фортеп'яно) і Роберта Секстона (композиція), потім закінчив Королівський коледж в Кембриджі (1992, з відзнакою), де навчався у Олександра Гера і Робіна Гоуеля.
У 1993—1995 роках — асоційований композитор оркестру Халле, в 1998—2000 роках — перший музичний керівник камерного оркестру «Бірмінгемська група сучасної музики». У 1999—2008 рр. був художнім керівником фестивалю в Олдборо; з 2000 р — композитор щорічного каліфорнійського музичного фестивалю в Охає. 2009 року він був художнім керівником щорічного Фестивалю композиторів в Стокгольмському концертному залі, а в 2010 році був призначений членом Шведської королівської академії музики. 8 жовтня 2015 року Адес був обраний до Ради директорів Театру Європейської академії музики.
Професор композиції в Королівській Академії музики (Лондон).
Диригує як своїми, так і творами інших композиторів; виступав з оркестром BBC, Нью-Йоркським філармонічним оркестром і камерним оркестром «Лондонська симфонієта» і багатьма іншими відомими оркестрами.
Виступає і як піаніст, сольний диск випущений студією EMI.

## Особисте життя
Томас Адес відкритий гей. У 2006 році уклав громадянське партнерство з ізраїльським відеодизайнером і кінорежисером Талом Рознером (нар. 1978).

## Творчість
Перший твір для сопрано і фортеп'яно «П'ять Еліотовських ландшафтів» був опублікований 1990 року.
Його опери поставлені в багатьох оперних театрах, включаючи Метрополітен Опера. У 2007 широка ретроспектива творів Адеса пройшла в Лондонському Барбікан-центрі (англ. Traced Overhead: The Musical World of Thomas Ades), на фестивалі в Гельсінкі і на Французькому радіо.

### Вибрані твори
Вокальні твори
- на тексти Омара Хаяма, Теннессі Вільямса, Філіпа Ларкіна та ін.
- п'єса для мецо-сопрано, хору і оркестру «Америка» (1999)
- п'єса «Брамс» для баритона та оркестру (2001),

Опери
- «Припудри їй обличчя» (англ. Powder Her Face, 1995, лібрето Філіппа Геншера)
- «Буря» (2004, за драмою Шекспіра)
- «The Exterminating Angel» (2016, постановка запланована на 2017)

Камерна музика
- камерна симфонія (1993)
- концерт для камерного оркестру «Живі іграшки» (1993)
- струнний квартет «Аркадіан» (1998)
- фортеп'янний квінтет (2005, записаний Ардітті-квартетом разом з Адес як піаністом)

Концерти
- скрипковий концерт «Кроки по колу» (2005)
- концерт «В сім днів» для фортеп'яно, оркестру та шести відеоекранів (2008)

Симфонічні твори
- «Asyla» для оркестру (1997, твір вперше виконано Бірмінгемським оркестром під керуванням Саймона Реттла)
- «Tevot» для оркестру (2007, виконано Берлінським філармонічним оркестром під керуванням С. Реттла)
- «Polaris» для оркестру і п'яти відеоекранів (2011, виконано оркестром «Нова світова симфонія» під керівництвом Майкла Тілсона Томаса).

Список творів по 2013 рік включно представлений на сайті Faber Music Limited.

### Дискографія
Записи виступів і творів Т. Адеса здійснювали Warner Classics, EMI Classics , Avie Records та інші компанії .

## Нагороди та визнання
- 2-ге місце серед піаністів на конкурсі Молодий музикант року Бі-бі-сі[en] (1989)[7]
- премія Міжнародної трибуни композиторів (Париж, 1994) в категорії композиторів до 30 років — за «Живі іграшки» (англ. Living Toys)[17]
- премія Королівського філармонічного товариства (1997) в номінації «твір великої форми» — за п'єсу «Притулок»[18]
- премія Elise L. Stoeger Товариства камерної музики Лінкольн-центру (Нью-Йорк, 1998) — за «Аркадіану»[15]
- премія Пасхального фестивалю (Зальцбург, 1999)[15]
- заохочувальна премія Ернста фон Сіменса (1999)[19]
- премія Гравемайєра (2000) — за п'єсу «Притулок»
- Премія Гіндеміта (2001)
- почесний доктор університету в Ессексі (2004)
- премія Королівського філармонічного товариства (2005) — за «Бурю»[15]
- Classical BRIT Awards (2010) в номінації Композитор року
- премія Греммі (2014 року) за запис опери «Буря» (Метрополітен-опера, диригент Т. Адес; Deutsche Grammophon)[20][21]